# Nemaha County (Kansas)
Nemaha County is een county in de Amerikaanse staat Kansas.
De county heeft een landoppervlakte van 1.860 km² en telt 10.717 inwoners (volkstelling 2000). De hoofdplaats is Seneca.